# اود ریتان
اُود رَیتان (نروژی: Odd Reitan)، زاده ۱۱ سپتامبر ۱۹۵۱م، در تروندهایم، یک سرمایه‌دار و بازرگان نروژی است.
وی یکی از ثروتمندترین و مشهورترین افراد در نروژ است. شهرت وی بیشتر بر اساس فروشگاههای زنجیره ای رِما ۱۰۰۰ است که وی در سال ۱۹۷۲م، بنیان گذاشته‌است. این سری فروشگاه‌ها تحت مدیریت شرکت سهامی ریتان قرار دارد که تحت مالکیت اُود رَیتان و ۳ فرزند اوست.

## کسب و کار
اُود رَیتان، متولد و بزرگ شدهٔ تروندهایم است. در سال ۱۹۴۸م، ۳ سال پیش از تولد وی، پدرش یک فروشگاه کالای روزانه در تروندهایم، تأسیس کرد. به این ترتیب اُود، خیلی زود با اصول و قوانین بازار و مدیریت بازرگانی آشنا شد. وی فارغ‌التحصیل مدرسه سابق بازرگانی نروژ است که در سال ۲۰۰۰م، در مدرسه عالی بازرگانی نروژ بی‌آی، ادغام شد.
اُود رَیتان، در سال ۱۹۷۲م، پس از اتمام تحصیلات، وارد فعالیت تجاری در صنف کالای روزانه شد؛ و در سال ۱۹۷۹م، فروشگاه‌های زنجیرهای رما ۱۰۰۰، را پایه‌گذاری کرد.
 شرکت ریتان یک شرکت سهامی خاص است که تحت مالکیت خانواده ریتان یعنی ۳ پسر وی قرار دارد. شرکت اصلی خود از ۳ شرکت جزء تشکیل شده که هر یک در یک حوزه مستقل تجاری فعال است. این ۳ شرکت عبارتند از: شرکت تجاری ریتان، شرکت دارایی ریتان؛ و شرکت املاک ریتان.

از طریق شرکت تجاری ریتان، مالکین شرکت، یک سری فعالیتهای تجاری، ازجمله فروشگاه‌های زنجیره ای رما ۱۰۰۰ و Uno X در نروژ و دانمارک، یک خبرگزاری در سوئد، شرکت ۷-ایلون در اسکاندیناوی و چند شرکت دیگر را اداره می‌کنند. در سال ۲۰۲۱ میلادی، ثروت اُود رَیتان، بالغ بر ۵۱ میلیارد کرون نروژ، برآورد شد؛ و با این حساب او یکی از ثروتمندترین اهالی نروژ است.